# Puzzy Power
Puzzy Power blev startet i 1997 som en underafdeling til det danske filmselskab Zentropa, med det formål at producere hardcore pornofilm for kvinder. Det er første og eneste gang nogensinde, et anerkendt mainstream-filmselskab åbent har kastet sig ud i produktionen af regulære pornofilm.
Initiativtageren var Lene Børglum, der som leder af Puzzy Power samlede en kvindegruppe (sexolog Gerd Winther, redaktør Lili Henriksen, pornomodel og journalist Christina Lohse, produktionsleder Vibeke Windeløv samt produktionsassistent Mette Nelund) og udarbejdede et såkaldt "Statement vedrørende kvinder og erotik", senere kaldet Puzzy Power-manifestet (The Puzzy Power Manifesto). Manifestet var udformet som en guide til produktion af erotiske film for kvinder.

## Produktion

### Constance
Den første film hed Constance (1998), og var instrueret af Knud Vesterskov med Katja Kean, Anaïs og Mark Duran i hovedrollerne. Den handler om en ung kvinde, Constance, der ankommer til den erfarne Lolas hus, hvor hun indvies i seksualitetens mysterier. Handlingen fortælles i flashback via en rammestruktur med lyriske dagbogscitater og fortællerstemmer indtalt af Christiane Bjørg Nielsen og Hella Joof.

### Pink Prison
Den anden film hed Pink Prison (1999), og var instrueret af Lisbeth Lynghøft med Katja Kean, Eva og Mr. Marcus i hovedrollerne. Den handler om fotojournalisten Mila, der trænger ind i et stort mandefængsel i håb om at få et eksklusivt interview med fængselsinspektøren. Filmen, der kulminerer i en lesbisk scene med religiøse undertoner, blev indspillet i fængselskulissen fra Lars von Triers film Dancer in the Dark.
Både Constance og Pink Prison fik international opmærksomhed og blev de bedst solgte sexvideoer i Skandinavien. I 2001 blev Constance i USA nomineret til tre AVN Awards for Bedste Scenografi, Bedste Musik og Bedste Fotografering. I 2003 vandt Pink Prison i Tyskland en Venus Award som Bedste Skandinaviske Film. Den 12. marts 2006 blev pornografien frigivet i Norge, efter en sag som involverede en positiv kvalitativ vurdering af Constance og Pink Prison.

### HotMen CoolBoyz
Den tredje film var bøssepornofilmen HotMen CoolBoyz (2000), og var instrueret af Knud Vesterskov med Ron Athey og Billy Herrington i hovedrollerne. Puzzy Power-selskabet kaldte sig i denne forbindelse for HotMale. Filmen var ikke nogen økonomisk succes, men blev i USA nomineret til fem GayVN-priser, bl.a. som Bedste Udenlandske Film.

## Omstrukturering
I starten af 2001 meddelte Zentropas direktør Peter Aalbæk Jensen, at han ville lukke Puzzy Power, som angiveligt havde været en økonomisk skuffelse. Både Constance og Pink Prison lå imidlertid stadig høj på internationale salgslister, og kort efter udkom HotMen CoolBoyz på dvd i en ny, international luksus-udgave. Puzzy Power blev alligevel ikke lukket, men fortsatte i stilhed med at administrere indtægterne fra de tre film.
Opgaven med at producere nye sexfilm gik i 2001 til et nyt Zentropa-selskab, Innocent Pictures, oprindeligt ledet af Peter Aalbæk Jensen i samarbejde med Nicolas Barbano og Claus Sørensen. De første to produktioner fra Innocent Pictures var undevisnings-dvd’en Femi-X and Beyond (2004), instrueret af Nicolas Barbano med Joan Ørting som vært, samt spillefilmen All About Anna (2005), instrueret af Jessica Nilsson med Gry Bay og Mark Stevens i hovedrollerne. Trods en vanskelig produktion blev All About Anna en endnu større succes end både Constance og Pink Prison.